# I-37
I-37 (Interstate 37) — межштатная автомагистраль в Соединённых Штатах Америки. Протяжённость магистрали — 143 мили (230,14 км). Полностью располагается на территории штата Техас.

## Маршрут магистрали
Южный конец I-37 находится в городе Корпус-Кристи, на пересечении с SH 35. Также на этом перекрёстке начинается US 181. Вскоре I-37 пересекает SH 286 и SH 358, затем соединяется с US 77. После пересечения реки Нуэсес US 77 отходит на северо-запад, а I-37 направляется на северо-восток.
В округах Лайв-Ок и Атаскоса Interstate 37 на протяжении нескольких километров соединена с US 281. В городе Сан-Антонио магистрали снова соединяются. Также в Сан-Антонию они пересекают соединённые I-10, US 87 и US 90, а затем I-35. На этом пересечении I-37 заканчивается, а US 281 продолжает направляться на север в сторону Оклахомы.

## Основные развязки
- I-69 / US 77, Корпус-Кристи
- US 59, округ Лайв-Ок
- US 181, Сан-Антонио
- I-410 / US 281, Сан-Антонио
- I-10 / US 87 / US 90, Сан-Антонио